# قائمة معاجم مجمع اللغة العربية بدمشق
هذه قائمة بمعاجم مجمع اللغة العربية بدمشق، تشمل مجموعة من المعجمات المتخصصة، بعضها بالعربية، وبعضها بلغات متعددة: الإنجليزية والفرنسية والعربية. صدرت هذه المعجمات صدوراً غير دوري عن مجمع اللغة العربية بدمشق.
بدأ صدور هذه المعجمات عام 1962 وكان الإصدار الأول منها معجم المصطلحات الحراجية للأمير مصطفى الشهابي، واستمر الإصدار غير دوري حتى سنة 2021م عندما صدر معجم العبارات الاصطلاحية في اللغة العربية المعاصرة برقم 15. صدرت هذه المعجمات في دمشق ضمن (مطبوعات مجمع اللغة العربية بدمشق).
وضعت لجان من المجمع بعض هذه المعجمات مثل معجم ألفاظ الحضارة، وبعضها الآخر وضعه أعلام متخصصون مثل عفيف البهنسي الذي وضع معجم مصطلحات الفنون سنة 1971م، وممدوح خسارة الذي أسهم في وضع 6 معجمات في هذه القائمة.
يوفر مجمع اللغة العربية بدمشق نسخاً رقمية من معجماته في موقع المجمع على الشابكة.
أسماء المعاجم في هذه القائمة مرتبة حسب تاريخ الإصدار.

## القائمة
| #  | صورة الغلاف | العنوان | تاريخ النشر | المؤلفون                                                                                                | اللغات                        | مُعرِّفات           | ملاحظات                                    | مرجع   |
| -- | ----------- | --- | ----------- | --- | ----------------------------- | ---------------- | ------------------------------------------ | ------ |
| 1  |             | معجم المصطلحات الحراجية                                                                                         | 1962        | مصطفى الشهابي                                                                                           | العربية، الإنجليزية، الفرنسية | OCLC: 10410856   | -                                          | [ 1 ]  |
| 2  |             | معجم المصطلحات الأثرية                                                                                          | 1967        | يحيى الشهابي                                                                                            | العربية، الفرنسية             | OCLC: 1103727294 | -                                          | [ 2 ]  |
| 3  |             | معجم مصطلحات الفنون                                                                                             | 1971        | عفيف البهنسي                                                                                            | العربية، الإنجليزية، الفرنسية | OCLC: 1369254570 | -                                          | [ 3 ]  |
| 4  |             | معجم المصطلحات الحديثية                                                                                         | 1976        | نور الدين عتر، عبد اللطيف الشيرازي الصباغ، داود عبد الله كريل                                           | العربية، الفرنسية             | OCLC: 4770144095 | طُبع في مطبعة جامعة دمشق                    | [ 4 ]  |
| 5  |             | معجم أسماء الأفعال في اللغة العربية                                                                             | 2006        | أيمن الشوا                                                                                              | العربية                       | OCLC: 4770460785 | له طبعة ثانية صدرت سنة 2014                | [ 5 ]  |
| 6  |             | معجم الكلمات المصطلحية في لسان العرب: الطب - العلوم - العمارة - الجغرافية والجيولوجية والفلك - الصناعة والتقانة | 2007        | ممدوح خسارة                                                                                             | العربية                       | OCLC: 762479922  | -                                          | [ 6 ]  |
| 7  |             | معجم الكلمات المُصطلحيَّة في لسان العرب: النبات والحيوان                                                           | 2010        | ممدوح خسارة                                                                                             | العربية                       | OCLC: 840428205  | -                                          | [ 7 ]  |
| 8  |             | معجم فصاح العامية من لسان العرب                                                                                 | 2011        | ممدوح خسارة                                                                                             | العربية                       | OCLC: 777784577  | -                                          | [ 8 ]  |
| 9  |             | معجم ألفاظ الحضارة: المهن - الحرف - المنزل - الملابس                                                            | 2014        | | العربية، الإنجليزية، الفرنسية | OCLC: 908341159  | -                                          | [ 9 ]  |
| 10 |             | معجم الكلمات المصطلحية في لسان العرب: الإدارة والاقتصاد والعسكرية والفنون والرياضة                              | 2014        | ممدوح خسارة                                                                                             | العربية                       | OCLC: 911536118  | -                                          | [ 10 ] |
| 11 |             | معجم مصطلحات الكيمياء                                                                                           | 2014        | | العربية، الإنجليزية، الفرنسية | OCLC: 931065783  | -                                          | [ 11 ] |
| 12 |             | معجم مصطلحات الفيزياء                                                                                           | 2015        | | العربية، الإنجليزية، الفرنسية | OCLC: 1049313657 | -                                          | [ 12 ] |
| 13 |             | معجم أسماء النبات الطبي                                                                                         | 2017        | أنور الخطيب                                                                                             | العربية، اللاتينية            | OCLC:            | -                                          | [ 13 ] |
| 14 |             | معجم مصطلحات الرياضيات                                                                                          | 2018        | موفق دعبول، بشير قابيل، مروان البواب، خضر الأحمد                                                        | العربية، الإنجليزية           | OCLC: 1369254291 | أُلحِق به مسردان: إنجليزي عربي وعربي إنجليزي | [ 16 ] |
| 15 |             | معجم الإبدال اللغوي في لسان العرب (الأفعال)                                                                     | 2018        | ممدوح خسارة                                                                                             | العربية                       | OCLC: 1108637092 | -                                          | [ 17 ] |
| 16 |             | معجم العبارات الاصطلاحية في اللغة العربية المعاصرة                                                              | 2021        | ممدوح خسارة، لبانة مشوح، مروان المحاسني                                                                 | العربية، الإنجليزية، الفرنسية | OCLC: 1410703834 | -                                          | [ 18 ] |
| 17 |             | معجم مصطلحات الإعلام                                                                                            | 2022        | مروان المحاسني، محمود أحمد السيد، لبانة مشوح، جورج صدقني، ممدوح خسارة، هاني رزق، رفعت هزيم، أنور الخطيب | العربية، الإنجليزية، الفرنسية | OCLC:            | -                                          | [ 19 ] |
| 18 |             | معجم مصطلحات علم المواد                                                                                         | 2025        | مروان المحاسني، أحمد الحصري، خالد المصري، رفيع جبرة، أنطون مارين                                        | العربية، الإنجليزية، الفرنسية | OCLC:            | -                                          | [ 20 ] |